# Berlin lebt 2
Berlin lebt 2 ist ein Kollaboalbum der Rapper Capital Bra und Samra. Es erschien am 4. Oktober 2019 beim Major-Label Universal Urban.

## Hintergrund
Berlin lebt 2 ist das erste Kollaboalbum der beiden Rapper. Für Capital Bra ist es bereits das siebte aufgenommene Studioalbum, wohingegen Samra zum ersten Mal ein Album veröffentlichte. Ursprünglich wollte Samra sein Album Marlboro Rot am 13. September 2019 veröffentlichen. Auf Grund von Berlin lebt 2 wurde der Release des Albums unter dem neuen Namen Jibrail & Iblis auf den 28. Februar 2020 verlegt. Berlin lebt 2 ist eine Hommage an Capital Bras viertes Album Berlin lebt, welches damals in Deutschland, Österreich und in der Schweiz den ersten Platz Albumcharts erreichte.
Als Gastmusiker treten Kalazh44, Nico Santos und LEA in Erscheinung. Das Album wurde von Djorkaeff und Beatzarre produziert. Die Texte wurden von Capital Bra und Samra selbst geschrieben.
Aus Berlin lebt 2 wurden fünf Singles ausgekoppelt: Tilidin, Zombie, Huracan, Nummer 1 und 110. Zusätzlich dazu wurde zum Titel Berlin lebt wie nie zuvor ein Musikvideo gedreht. Am Tag des Albumreleases veröffentlichte Capital Bra auf Instagram ein IGTV-Video zum Titel Satellit. Sämtliche Singles erreichten jeweils die Top 10 in Österreich, Deutschland und in der Schweiz.
Das Album ist zusätzlich zu seiner Standard-Edition auch als Boxset erhältlich. Diesem liegen neben dem Hauptwerk die EP Nix gibts Balazh des Rappers Kalazh44, ein Longsleeve, eine Kappe und ein Poster bei.

## Musik und Texte
Berlin lebt 2 kann den Genres Hip-Hop und Rap zugeordnet werden. Des Öfteren enthalten Lieder einen Refrain, der dreimal im Lied zweimal direkt hintereinander gesungen wird, bei der Wiederholung jedoch eine Oktave höher gesungen. In den Stücken Tilidin, Huracan, Kriminal 2, So alleine und Zombie wurde dieses Stilmittel verwendet.

## Covergestaltung
Das Cover zeigt die beiden Rapper nachts in Russenhocke vor dem Brandenburger Tor. Beide zeigen den Stinkefinger und rauchen. Samra und Capital Bra sowie das Brandenburger Tor sind beleuchtet und gut zu sehen. Sonst ist das Cover schwarz gehalten. In der linken oberen beiden Ecken sind die Namen der beiden Rapper zu lesen. In der Mitte vor den beiden Rappern ist in rot, weiß der Schriftzug Berlin lebt 2 zu lesen.

## Titelliste
| Nr.          | Titel                        | Produzent(en)                              | Länge |
| ------------ | ---------------------------- | ------------------------------------------ | ----- |
| 1.           | Berlin lebt wie nie zuvor    | Beatzarre, Djorkaeff                       | 2:31  |
| 2.           | Tilidin                      | Beatzarre, Djorkaeff                       | 2:52  |
| 3.           | Tranquillo                   | Beatzarre, Djorkaeff, Lukas Piano          | 2:46  |
| 4.           | Nummer 1                     | Beatzarre, Djorkaeff                       | 2:35  |
| 5.           | Kalt Bruder                  | Beatzarre, Djorkaeff, B-Case, 27th         | 2:45  |
| 6.           | Kriminal 2                   | Beatzarre, Djorkaeff, Lukas Piano          | 3:20  |
| 7.           | So alleine                   | Beatzarre, Djorkaeff                       | 2:36  |
| 8.           | Safe                         | Beatzarre, Djorkaeff                       | 2:33  |
| 9.           | Mr. Miyagi                   | Beatzarre, Djorkaeff                       | 2:29  |
| 10.          | 110 (feat. LEA)              | Beatzarre, Djorkaeff                       | 3:15  |
| 11.          | Huracan                      | Beatzarre, Djorkaeff, Lukas Piano, Greckoe | 3:02  |
| 12.          | Satellit                     | Beatzarre, Djorkaeff                       | 2:49  |
| 13.          | Milly 9                      | Lucry, Suena                               | 3:02  |
| 14.          | Purple Rain (feat. Santos)   | B-Case                                     | 3:28  |
| 15.          | Pam Pam Pam (feat. Kalazh44) | Beatzarre, Djorkaeff                       | 2:34  |
| 16.          | Zombie                       | Beatzarre, Djorkaeff, Lukas Piano, Greckoe | 2:56  |
| 17.          | Colombiana                   | Beatzarre, Djorkaeff, Lukas Piano          | 2:48  |
| 18.          | Lieber Gott                  | Beatzarre, Djorkaeff, Wim Treuner          | 2:37  |
| Gesamtlänge: | Gesamtlänge:                 | Gesamtlänge:                               | 51:07 |

## Rezeption

### Rezensionen
Berlin lebt 2 erhielt gemischte Kritiken.
Moritz Fehrle von laut.de gab dem Album 2 von 5 Sternen. Laut ihm seien die Hooks eindringlich, ein großer Minuspunkt sei aber das Fehlen von textlich Innovativem, die beherrschenden inhaltlichen Elemente des Albums seien „Weiber, Zigaretten, Alkohol und Designermarken“. Auch Gesang und Flow seien nicht beeindruckend und das Album wirke „lieblos“. Zu Beats und Produktion sagte Fehrle: „Was das Produzenten-Duo auffährt, ist dabei durchgehend handwerklich solide und maßgerecht auf das Rapduo geschneidert – aber eben auch denkbar unaufregend. Und genau das soll es auch sein: Maximale Beliebigkeit als Erfolgskonzept.“
Deutschrap-Reviewer Pleuntah nannte Berlin lebt 2 „unspektakulär und austauschbar“. Es handle sich um „gleich klingende Songs“ mit „langweiligen Texten auf soliden Beats“. Einige Hooks hätten aber Ohrwurmpotential. Er gab dem Album ebenso 2 von 5 Punkten.
Tonspion-Autor Stefan Mertlik vergab 3 von 5 Sternen. Laut Merlik hätten die Songs sehr hohes Hitpotential, klängen allerdings „nach Schema F“. Zudem hielt er fest: „Glockenspiel-Beats und Autotune treffen auf atmosphärische Streicher und staubige Straßen-Flows. […] Der Reiz von Berlin lebt 2 liegt nicht in den Ideen und Inhalten, sondern im Zusammenspiel zwischen Capital Bra und Samra.“

### Charts und Chartplatzierungen
| ChartsChartplatzierungen | Höchstplatzierung | Wochen |
| ------------------------ | ----------------- | ------ |
| Deutschland (GfK)        | 1 (51 Wo.)        | 51     |
| Österreich (Ö3)          | 1 (65 Wo.)        | 65     |
| Schweiz (IFPI)           | 1 (52 Wo.)        | 52     |

| ChartsJahrescharts (2019) | Platzierung |
| ------------------------- | ----------- |
| Deutschland (GfK)         | 24          |
| Österreich (Ö3)           | 23          |
| Schweiz (IFPI)            | 21          |

| ChartsJahrescharts (2020) | Platzierung |
| ------------------------- | ----------- |
| Deutschland (GfK)         | 55          |
| Österreich (Ö3)           | 30          |
| Schweiz (IFPI)            | 44          |

### Auszeichnungen für Musikverkäufe
Im August 2020 wurde Berlin lebt 2 in Deutschland mit einer Goldenen Schallplatte für über 100.000 verkaufte Einheiten ausgezeichnet.

| Land/Region        | Auszeichnungen für Musikverkäufe (Land/Region, Auszeichnung, Verkäufe) | Verkäufe |
| ------------------ | ---------------------------------------------------------------------- | -------- |
| Deutschland (BVMI) | Gold                                                                   | 100.000  |
| Insgesamt          | 1× Gold ·                                                              | 100.000  |